# 1970 en Australie
Chronologie de l'Australie
- 1966
- 1967
- 1968
- 1969
- 1970
- 1971
- 1972
- 1973
- 1974

Cette page concerne les évènements survenus en 1970 en Australie :

## Événements
- juillet : Meurtres de la famille Crawford (en)
- octobre : Émeutes de NBathurst (en)
- 3 janvier : Cyclone Ada (en)
- 29 avril : Complot de Lithgow (en) (tentative d'assassinat de la reine Elizabeth II)

## Culture

### Sortie de films
- Adam's Woman (en)
- Beyond Reason (en)
- Color Me Dead (en)
- Dead Easy (en)
- Jack and Jill: A Postscript (en)
- Nothing Like Experience (en)
- Squeeze a Flower

### Littérature
- Sortie des romans  :
  - Helga's Web (en) de Jon Cleary
  - La Femme eunuque de Germaine Greer
  - Le Poids du crime de Carter Brown
  - La Baie de midi (en) de Shirley Hazzard

## Sport
- 19-27 janvier : Open d'Australie
- 31 octobre-5 novembre : Tournoi de tennis Australian Hardcourt (dames 1970)
- 20-26 décembre : Tournoi de tennis d'Adélaïde (dames 1970)
- Baghdad Note remporte la Coupe de Melbourne d'hippisme.

## Créations
- Barrage Atkinson (en)
- Indian Pacific, ligne ferroviaire.

## Fermetures/Dissolutions
- Silverton Tramway (en)
- Théâtre Palace (en)

## Naissances
- Luke Egan, surfeur.
- Rachel Friend (en), actrice.
- Michael Usher (en), présentateur télé
- Peta Wilson, actrice.

## Décès
- Doris Blackburn, personnalité politique.
- Nan Chauncy (en), écrivaine pour enfant.
- Tilly Devine, criminelle.
- Jessie Street, suffragette.